# Настоящий детектив
«Настоя́щий детекти́в» (англ. True Detective) — американский телесериал-антология в жанре процедурной драмы (либо криминальной драмы), транслируемый с 12 января 2014 года на кабельном телеканале HBO. Создатель и автор сценария — Ник Пиццолатто. В каждом сезоне свой сюжет и действующие лица.
В первом сезоне показана история двух детективов полиции штата Луизиана, пытающихся раскрыть дело о таинственном оккультном убийстве. Однако их попытки найти преступника растягиваются на 17 лет. Главные роли в сериале исполнили Мэттью Макконахи, Вуди Харрельсон и Мишель Монаган. Второй сезон переносит зрителя в Калифорнию, где три детектива из трёх сотрудничающих отделов полиции расследуют серию преступлений, связанных, по их мнению, с убийством коррумпированного политика. В главных ролях снялись Колин Фаррелл, Рэйчел Макадамс, Тейлор Китч, Винс Вон и Келли Райлли.
Первому сезону достались восторженные отзывы критиков, некоторые из которых назвали сериал лучшей телевизионной драмой года. «Настоящий детектив» получил 5 премий «Эмми», был награждён премией Ассоциации телевизионных критиков и премией Британской академии кино и телевизионных искусств. Ник Пиццолатто за работу над первым сезоном был отмечен двумя премиями Гильдии сценаристов США. Второй сезон оказался менее успешным, ему не досталось телевизионных наград, а критики посчитали его слабее предыдущего. В августе 2017 года стало известно о продлении сериала на третий сезон и утверждении на главную роль Махершалы Али, который сыграл роль детектива из Арканзаса Уэйна Хэйса, ведущего расследование в сельской местности. Премьера третьего сезона состоялась 13 января 2019 года. В июне 2022 года была официально запущена работа над четвёртым сезоном, действие которого происходит на Аляске.

## Сюжет

### Композиция
Фабулы первого и второго сезонов «Настоящего детектива» во многом схожи. Завязкой истории в обоих случаях является жестокое убийство. Следующее за этим расследование выводит детективов на предполагаемых преступников. При попытке задержания происходит перестрелка, в которой гибнут подозреваемые. Казалось бы, расследование закончено. Но сериал только дошёл до середины сезона.
Далее происходит скачок во времени. Случай опять сводит детективов вместе. Выясняются новые подробности старого дела, и возобновляется расследование. Со второй попытки, наконец-то, удаётся установить истину и найти настоящих преступников. Заканчиваются оба сезона печальным хэппи-эндом.

### Первый сезон
В центре повествования — детективы Марти Харт (Вуди Харрельсон) и Раст Коул (Мэттью Макконахи), которые расследуют жестокое и, возможно, ритуальное убийство женщины в штате Луизиана. Действие происходит в трёх временных промежутках: в 1995 году, когда расследование убийства началось, в 2002 и в 2012 году, когда после похожего убийства дело было повторно открыто.

### Второй сезон
Действие происходит в вымышленном городе Винчи, штат Калифорния. Убийство чиновника городской администрации ставит под удар крупный бизнес-проект, связанный со строительством новой железной дороги. Расследование поручают межведомственной группе, включающей местного детектива Рэймонда Велкоро (Колин Фаррелл), детектива из управления шерифа округа Антигону Беззеридес (Рэйчел Макадамс) и офицера дорожной полиции Пола Вудроу (Тейлор Китч). Собственное расследование затевает и глава местной ОПГ Фрэнк Семион (Винс Вон), потерявший из-за случившегося несколько миллионов долларов. У каждого из них не только свои цели, но и свои скелеты в шкафу.

### Третий сезон
Сюжет разворачивается в штате Арканзас, на правом берегу реки Миссисипи. Сезон раскрывает историю преступления в сердце плато Озарк. Речь также идёт о некоей тайне, последствия которой «разыграются в трёх разных временных периодах».

### Четвёртый сезон
"Ибо мы не знаем какие звери снятся ночи, которая длится так долго, что даже Бог дремлет".
Действие четвёртого сезона происходят в городе Эннис на Аляске. Две женщины-полицейские под покровом полярной ночи расследуют загадочное исчезновение шести мужчин, работавших на научно-исследовательской станции.

## История создания

### Шоураннер
Создателем и шоураннером «Настоящего детектива» стал Ник Пиццолатто. Он получил степень бакалавра искусств в университете штата Луизиана. Преподавал литературу в университете Северной Каролины в Чапел-Хилл, затем в Чикагском университете и в университете Депау. Будучи студентом Университета штата Арканзас, увлёкся художественной литературой. Первой работой стал сборник коротких рассказов Between Here and the Yellow Sea, вышедший в 2006 году. Через четыре года вышел дебютный роман Galveston, после чего Пиццолатто начал готовиться к работе в телевизионной индустрии (более ранние попытки не были реализованы из-за нехватки капитала). Тогда же он переехал в Калифорнию и занялся написанием сценариев. В 2011 году сотрудничал с телекомпанией AMC, которая предложила ему написать сюжет к двум эпизодам криминальной драмы «Убийство».
Задуманный как продолжение Galveston, Настоящий детектив рассматривался автором как более подходщий для кинематографа. Пиццолатто продал права на экранизацию романа двум телевизионным топ-менеджерам, и, как только в мае 2010 года была заключена сделка, написал сценарий для шести серий, включая дебютный эпизод («Долгая яркая тьма») объёмом в 90 страниц. После своего ухода из команды создателей сериала «Убийство» в 2011 году, Ник при поддержке Anonymous Content создал ещё один сценарий для сериала. Окончательный вариант сценария для сериала объёмом в 500 страниц был написан Пиццолатто единолично, с HBO был заключён контракт на заказ к апрелю 2012 года восьми эпизодов «Настоящего детектива». Созданный как сериал-антология, каждый сезон будет иметь разных персонажей и собственные сюжетные линии на фоне разных мест и временных периодов.

### Съёмки

#### Первый сезон
Изначально для съёмок первого сезона сериала был выбран Арканзас, но Пиццолатто позже решил снимать фильм в Луизиане, по причине наличия налоговых льгот. Весь сезон был снят на 35-мм киноплёнку, а съёмочный период длился ровно 100 дней.
Сюжет разворачивается на прибрежных равнинах юга Луизианы, где и был отснят весь материал. Для места преступления в пилотном эпизоде сериала было выбрано выжженное поле сахарного тростника за пределами Эрата. Сожжённая церковь из второго эпизода была построена специально для сериала. Для постройки было выбрано место вблизи водостока Боннет Карре Спилуэй в 19 км западнее Нового Орлеана. Для съёмок заброшенной школы из пятого эпизода как нельзя лучше подошла старая средняя школа Кернер в Новом Орлеане. Наконец, каменный лабиринт в финальном эпизоде снимался в форте Макомб на западном побережье пролива Чеф Ментер.

#### Второй сезон
Действие второго сезона перенеслось в Калифорнию. Было решено отказаться от съёмок в Лос-Анджелесе в пользу менее известных мест, о которых обычно не упоминает пресса или телевидение. Таким местом оказался индустриальный городок Вернон в Южной Калифорнии, который в сериале именуют Винчи. Завязка сюжета начинается с трупа, найденного в туристическом местечке Биг-Сур на побережье Тихого океана. Никуда не делись и фирменные съёмки с высоты птичьего полёта: в кадре периодически мелькают автострады и пригороды Лос-Анджелеса. В новой работе авторы стремились передать своеобразную атмосферу тех мест, где проходили съёмки, так же, как это было сделано в первом сезоне.

#### Третий сезон
1 сентября 2017 года будущее шоу было в подвешенном состоянии, но HBO наконец подтвердили возвращение «Настоящего детектива» Согласно сообщению Variety, главную роль в третьем сезоне исполнит Махершала Али. Он сыграет Уэйна Хэйса, детектива из Арканзаса, который расследует странное преступление в Озарке.
Джереми Солнье стал режиссёром всех эпизодов, над сценарием работал Ник Пиццолатто, создатель сериала, он же является шоураннером и режиссёром.
Третий сезон вышел на экраны 13 января 2019 года.

#### Четвёртый сезон
В феврале 2021 года стало известно о начале работы над четвёртым сезоном сериала. В отличие от предыдущих, он создавался без Пиццолато. В качестве кандидатов в сценаристы рассматривались Люсия Пуэнсо и Сэм Левинсон. Сезон был официально запущен в разработку в июне 2022 года, премьерный показ проходил с 14 января по 18 февраля 2024 года.

### Вступительная заставка
Вступительная заставка первого сезона сериала создавалась дизайн-студией «Эластик» (англ. Elastic) из Санта-Моники при участии австралийских студий «Энтибоди» (англ. Antibody) и «Бридер» (англ. Breeder). Руководил процессом креативный директор Патрик Клэр. После встречи с Пиццолатто он почти наверняка знал, что из себя должна представлять заставка — нечто схожее с начальными титрами сериалов «Настоящая кровь» или «Клиент всегда мёртв». За основу был взят метод наложения изображений. Отснятые кадры сериала, замедленные десятикратно, совмещались с пейзажными снимками фотографа Ричарда Мизрака. Так получились своеобразные «живые фотографии». Музыкальным сопровождением заставки стала композиция «Far From Any Road» группы The Handsome Family.
Над заставкой второго сезона опять работал Патрик Клэр со своей командой. Заставка создавалась аналогичным образом, как и для первого сезона. На пейзажные фотографии накладывались специально обработанные и замедленные кадры сериала. Однако на этот раз для расцветки видеоряда были использованы насыщенные золотой и красный цвета, подчёркивающие атмосферу Калифорнии. За кадром на протяжении вступительной заставки второго сезона звучит песня Леонарда Коэна «Nevermind» из альбома Popular Problems 2014 года. Текст песни менялся каждый эпизод.

### Музыка

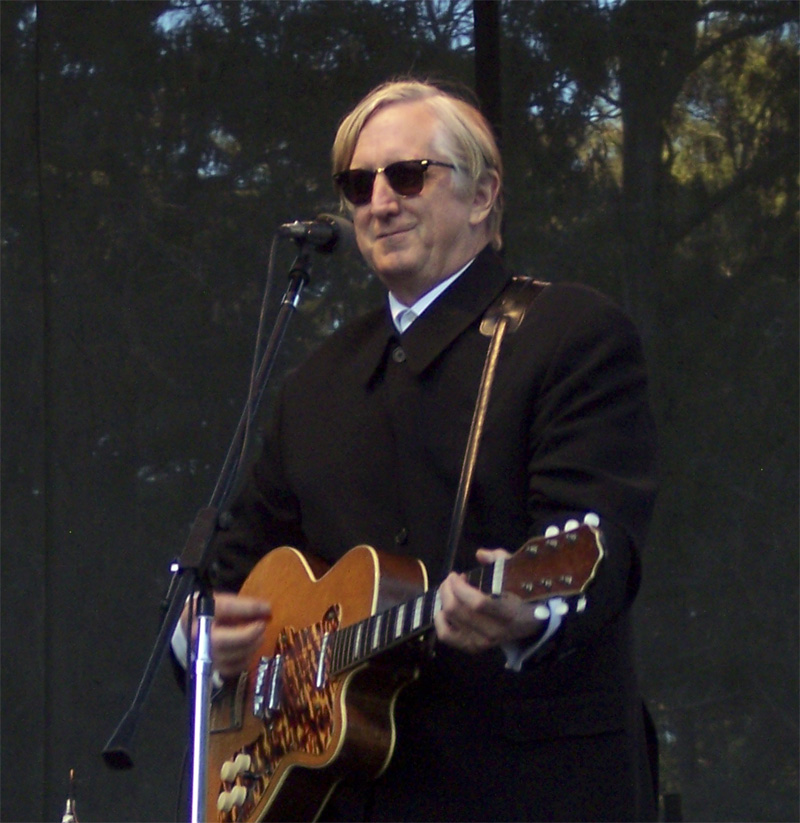
Композитор сериала Ти-Боун Бернетт

Для саундтрека первого сезона «Настоящего детектива» Ник Пиццолатто и композитор Ти-Боун Бернетт подобрали христианскую и блюзовую музыку. Они отказались от использования музыки каджунов и болотного блюза, характерных для юга Луизианы, где проходили съёмки. На протяжении первого сезона звучат песни Бо Диддли, Captain Beefheart and the Magic Band, The Staple Singers, Grinderman, Вашти Баньян, Таунса Ван Зандта. Специально для саундтрека Бернетт также записал несколько оригинальных композиций совместно с Кассандрой Уилсон и Рианнон Гидденс.
Ти-Боун Бернетт вернулся на должность композитора для записи саундтрека второго сезона, который приобрёл более электронное звучание. Значительное место в новом саундтреке заняла оригинальная музыка. Несколько композиций Бернетт записал с фолк-певицей Лерой Линн. На протяжении сериала неоднократно звучат её песни, а трек «The Only Thing Worth Fighting For», записанный совместно с Бернеттом и Розанной Кэш, звучал также в трейлере второго сезона.

## Съёмочная команда и актёры

### Первый сезон
Единственным режиссёром всего первого сезона сериала стал Кэри Фукунага. В процессе подготовки к съёмкам он наблюдал за реальной работой детективов из отдела уголовного розыска полиции штата Луизиана. На должность оператора Фукунага пригласил Адама Аркапоу. В качестве художника-постановщика к работе над сериалом присоединился Алекс Диджерландо, с которым режиссёр уже сотрудничал ранее.
Первым актёром, найденным для «Настоящего детектива», был Мэттью Макконахи, который снялся в роли детектива Растина Коула. Макконахи привлёк внимание Пиццолатто своей игрой в триллере 2011 года «Линкольн для адвоката» и контракт с актёром был заключён ещё до продажи прав на сериал телеканалу HBO. Изначально предполагалось, что Макконахи сыграет детектива Мартина Харта, но он убедил Пиццолатто отдать ему роль Коула. Далее Макконахи помог пригласить к участию в сериале Вуди Харрельсона, который не был заинтересован в съёмках на телевидении в роли полицейского. Таким образом, были выбраны актёры на две главные роли в сериале, которых Пиццолатто изначально рассматривал для участия в проекте. Мишель Монаган сыграла Мэгги Харт — жену детектива Мартина Харта. Майклу Поттсу и Тори Киттлзу достались роли детективов Мэйнарда Гилбо и Томаса Папаньи. Кевин Данн в роли майора Кена Кесады и Александра Даддарио в роли Лисы Траньетти изобразили наиболее значимых второстепенных персонажей первого сезона.

### Второй сезон
В январе 2014 года Пиццолатто продлил контракт с HBO ещё на два года для съёмок двух дополнительных сезонов. Второй сезон, также как и предыдущий, состоит из 8 эпизодов созданных по сценарию Пиццолатто. В соавторы к написанию второй половины истории был приглашён Скотт Лэссер — писатель, знакомый с Ником Пиццолатто. Но на этот раз в качестве режиссёра сериала выступили сразу несколько человек: Джастин Лин (1 и 2 эпизод), Янус Мец (3 эпизод), Джереми Подесва (4 эпизод), Джон Краули (5 и 8 эпизод), Мигель Сапочник (6 эпизод), Дэниел Аттиас (7 эпизод). Фукунага, руководивший съёмками всего первого сезона, участвовал в новом проекте как исполнительный продюсер. Исполнители главных ролей первого сезона — Макконахи и Харельсон, тоже выступили исполнительными продюсерами.
Успех первого сезона породил множество слухов о новом актёрском составе сериала задолго до начала съёмок. Первым о своём участии во втором сезоне «Настоящего детектива» сообщил Колин Фаррелл в сентябре 2014 года. Ему досталась роль детектива Рэя Велкоро. К концу сентября стало известно, что Винс Вон сыграет криминального дельца Фрэнка Семиона. В ноябре HBO объявил имена ещё трёх актёров, задействованных в сериале: Рэйчел Макадамс получила роль детектива Антигоны Беззеридес, Тейлор Китч сыграл офицера Пола Вудроу, а Келли Райлли — жену Фрэнка Семиона, Джордан Семион.

### Третий сезон

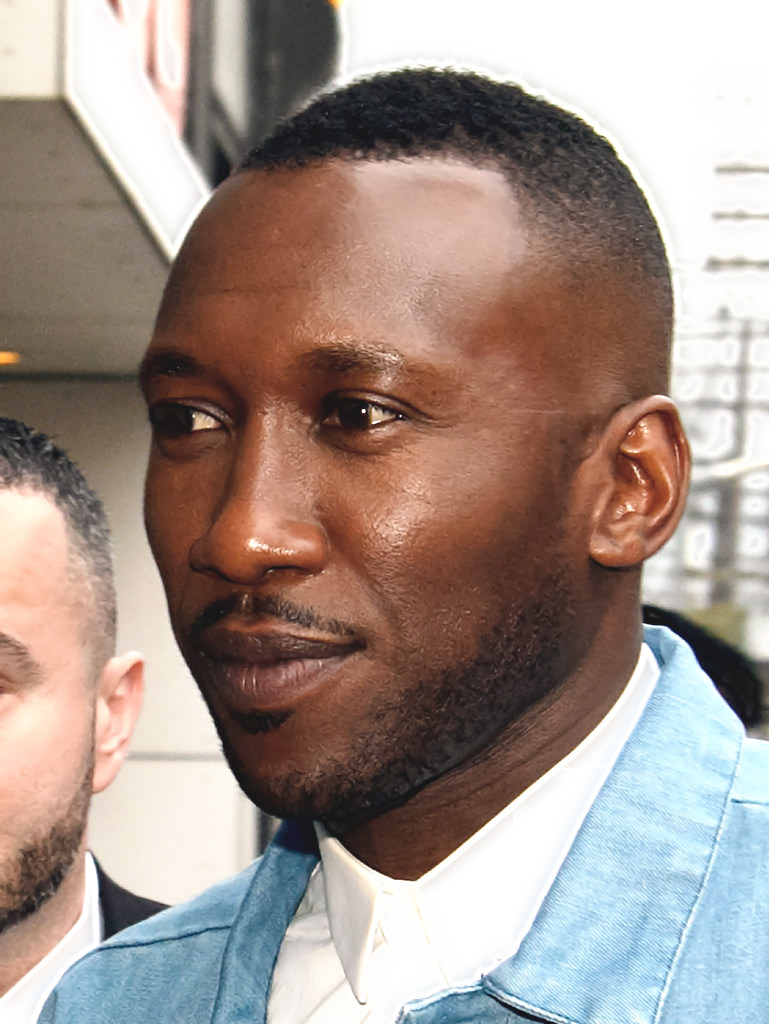
Махершала Али исполнил главную роль в третьем сезоне

В августе 2017 года HBO официально дало зелёный свет третьему сезону, действие которого должно было происходить в арканзасской части Озарка в трёх отдельных временных периодах. Режиссёром двух эпизодов выступил Джереми Солнье, который из-за разногласий с Пиццолатто покинул проект, хотя он планировался и на третий эпизод. В марте 2018 года место режиссёра занял Дэниел Сакхайм, который вместе с Пиццолатто завершил съёмки. Пиццолатто также выступил шоураннером и единственным сценаристом сезона, за исключением четвёртого и шестого эпизодов, который он написал в соавторстве с Дэвидом Милчем и Грэмом Горди. Главные роли исполнили Махершала Али (арканзасский детектив Уэйн Хэйс), Стивен Дорф (детектив Роланд Уэст), Рэй Фишер (Генри Хэйс), Кармен Эджого (школьная учительница Амелия Рирдон);,, Скут Макнейри (отец пропавших детей Том Пёрселл) и Мэми Гаммер (мать пропавших детей Люси Пёрселл).

### Четвёртый сезон
По состоянию на январь 2019 года Пиццолатто разрабатывал сюжетную линию для потенциального четвертого сезона; однако в апреле он отказался от неё и сохранил для другого сериала или фильма, начав работу над новой сюжетной линией, которую он обсуждал с неназванным актёром.
В январе 2020 года Пиццолатто подписал новое соглашение о первом просмотре новых идей с FX Productions, HBO рассматривало возможность продолжения работы над будущими частями. В феврале 2021 года руководитель отдела программирования HBO Кейси Блойс подтвердил, что сеть работает с группой сценаристов над новым направлением сериала, возможно, включая Люсию Пуэнцо и Сэма Левинсона.
В марте 2022 года «Настоящий детектив: Ночная страна» пребывал в разработке, Исса Лопес писала сценарий пилотного эпизода, а Барри Дженкинс выступил в качестве исполнительного продюсера. В мае 2022 года сообщалось, что Джоди Фостер сыграет главную роль в четвертом сезоне. Действие сезона происходит на Аляске. Детективы Лиз Дэнверс (Фостер) и Эванджелин Наварро расследуют исчезновение шести человек с исследовательской станции.  В июне 2022 года HBO официально дал сериалу зеленый свет, Кали Рейс получила главную роль Эванджелин Наварро, съёмки пройдут в Исландии.

## Эпизоды
| Сезон | Серии | Серии | Даты показа    | Даты показа     | Средняя аудитория (в миллионах) |
| Сезон | Серии | Серии | Первая серия   | Последняя серия | Средняя аудитория (в миллионах) |
| ----- | ----- | ----- | -------------- | --------------- | ------------------------------- |
| 1     | 8     | 8     | 12 января 2014 | 9 марта 2014    | 2,33                            |
| 2     | 8     | 8     | 21 июня 2015   | 9 августа 2015  | 2,61                            |
| 3     | 8     | 8     | 13 января 2019 | 24 февраля 2019 | 1,25                            |
| 4     | 6     | 6     | 14 января 2024 | 18 февраля 2024 | 0,654                           |

## Реакция

### Критика и отзывы

#### Первый сезон
Первый сезон получил восторженные отзывы критиков, некоторые из которых даже отметили сериал, как лучшую телевизионную драму года. На веб-агрегаторе Rotten Tomatoes первый сезон имеет рейтинг 85 %, основанный на 65 отзывах, со средней оценкой 8,5 из 10. Рецензенты сошлись во мнении, что «в „Настоящем детективе“ игра Вуди Харрельсона и Мэттью Макконахи завораживает зрителя в то время как стиль, изображение и режиссура не дают оторваться от происходящего». На сайте Metacritic первому сезону присвоен рейтинг 87 из 100 на основе 41 одобрительного отзыва.
Рецензенты из The Daily Beast, The Atlantic и The Daily Telegraph назвали сериал самым сильным телешоу за последнее время. Тим Гудман из The Hollywood Reporter отметил игру актёров и диалоги как наиболее сильные стороны сериала. Среди спектра мнений кинокритиков встречались также сдержанные и отрицательные оценки. По мнению Ричарда Лоусона из Vanity Fair авторам удалось создать увлекательную и необычную историю в избитом жанре, хотя и не без недостатков, к которым автор отнёс местами примитивные и неуместные философские отступления. Хэнк Стёвнер из The Washington Post посчитал, что «Настоящему детективу» не удалось реализовать своих собственных амбиций.
Актёрский дуэт Макконахи и Харрельсона был удостоен особого внимания со стороны критиков. Их игру высоко оценили рецензенты из The Independent, The Guardian, Los Angeles Times, San Francisco Chronicle, RedEye. Ромберт Бьянко написал в USA Today, что игра актёров превзошла все чрезвычайно высокие ожидания. Не обошли вниманием и актёрское выступление Мишель Монаган. Её игру отметили в The Boston Globe и The A.V. Club.
Режиссёр и сценарист Квентин Тарантино в своём интервью изданию New York Magazine раскритиковал проект. «Я пытался смотреть „Настоящий детектив“, но сдался на первой же серии первого сезона. Очень скучно!», — признался он.

#### Второй сезон
Второй сезон сериала в целом получил благоприятные отзывы. Критики отдали должное актёрскому мастерству Колина Фаррелла, Рэйчел Макадамс и Тейлора Китча, операторской работе, постановке динамичных сцен. Тем не менее многим рецензентам показалось, что новый сезон был слабее предыдущего. На сайте Rotten Tomatoes он имеет рейтинг 65 %, основанный на 72 отзывах, со средней оценкой 6,4 из 10. Согласно критическому консенсусу сайта, продолжение сериала представляет собой «крепкую полицейскую драму с запоминающимися моментами и резонансными отношениями в сумме перевешивающими предсказуемые сюжетные повороты». На сайте Metacritic второму сезону присвоен рейтинг 61 из 100 на основе 41 одобрительного отзыва.
Дэвид Хинкли из New York Daily News в своём восторженном отзыве написал, что это по-прежнему одно из тех шоу, которые позволяют говорить о «золотом веке телевизионной драмы». Противоположное мнение сложилось у Брайана Лоури из Variety, который назвал сезон «вполне смотрибельным», добавив, что «вдохновение, превратившее первый сезон в одержимость для многих, похоже, улетучилось из прозы Пиццолатто».

#### Третий сезон
Третий сезон получил более высокие оценки, чем предыдущий. Было отмечено возвращение  сериала к истокам.
Рейтинг сезона на Rotten Tomatoes составляет 85 %, базирующийся на 80 отзывах со средней оценкой 7.41 из 10. На Metacritic рейтинг составляет 71 из 100, и основан на 32 обзорах.

#### Четвертый сезон
Премьера 4-го сезона была запланирована на 14 января 2024 года, но критики увидели пилотные эпизоды заранее и выставили восторженные рейтинги. Сериал стартовал со 100% от критиков на Rotten Tomatoes.

### Награды и номинации
Первый сезон «Настоящего детектива» претендовал на телевизионные премии в различных категориях: за сценарий, за режиссуру, за актёрскую игру. Сериал номинировался в 12 категориях на прайм-таймовую премию «Эмми» в 2014 году, завоевав 5 наград, в том числе премию «Эмми» за лучшую режиссуру драматического телесериала, доставшуюся Кэри Фукунаге. На 72-й церемонии вручения наград премии «Золотой глобус» сериал номинировался в трёх категориях: Мэттью Макконахи и Вуди Харрельсон претендовали на премию за лучшую мужскую роль в мини-сериале или телефильме, а Мишель Монаган — на премию за лучшую женскую роль второго плана. Сериал был награждён премией Ассоциации телевизионных критиков и премией Британской академии кино и телевизионных искусств. Ник Пиццолатто за работу над первым сезоном был отмечен двумя премиями Гильдии сценаристов США. Мэттью Макконахи получил премию «Выбор телевизионных критиков» за лучшую мужскую роль в драматическом сериале и премию Ассоциации телевизионных критиков за личные достижения в драме.

### Телевизионные рейтинги
| Сезон | Количество эпизодов | Премьера       | Премьера            | Финал          | Финал               | Средняя аудитория, млн |
| ----- | ------------------- | -------------- | ------------------- | -------------- | ------------------- | ---------------------- |
| Сезон | Количество эпизодов | Дата           | Число зрителей, млн | Дата           | Число зрителей, млн | Средняя аудитория, млн |
| 1     | 8                   | 12 января 2014 | 2,33                | 9 марта 2014   | 3,52                | 2,33                   |
| 2     | 8                   | 21 июня 2015   | 3,17                | 9 августа 2015 | 2,73                | 2,61                   |

## Издания на цифровых носителях
10 июня 2014 года HBO Home Entertainment выпустила цифровые издания первого сезона «Настоящего детектива» на DVD и Blu-ray. В дополнение к 8 эпизодам сериала, в издание вошли интервью с Макконахи и Харрельсоном, с Пиццолатто, с композитором Бёрнеттом, короткометражки «Внутри эпизода», два аудиокомментария, а также удалённые сцены.
Второй сезон вышел на DVD и Blu-ray 5 января 2016 года. В качестве дополнений в издание были включены: короткометражный фильм о создании «Бойни в Винчи», интервью с актёрами и съёмочной командой, аудиокомментарии Ника Пиццолатто, Колина Фаррелла, Винса Вона, Тейлора Китча и Рейчел Макадамс к эпизоду «Down Will Come», аудиокомментарии Ника Пиццолатто, Скотта Стивенса, Колина Фаррелла и Винса Вона к эпизоду «Omega Station».
| Сезон | Сезон | Даты выпуска DVD и Blu-ray | Даты выпуска DVD и Blu-ray | Даты выпуска DVD и Blu-ray |
| Сезон | Сезон | Регион 1                   | Регион 2                   | Регион 4                   |
| ----- | ----- | -------------------------- | -------------------------- | -------------------------- |
|       | 1     | 10 июня 2014               | 9 июня 2014                | 25 июня 2014               |
|       | 2     | 5 января 2016              | 11 января 2016             | 6 января 2016              |
|       | 3     | 3 сентября 2019            | 2 сентября 2019            | 4 сентября 2019            |